# Marietta Uhden
Marietta Uhden, née le 5 juillet 1968 à Munich, et morte le 24 novembre 2014 des suites d'un cancer, est une grimpeuse allemande.

## Palmarès

### Championnats du monde
Marietta Uhden est médaillée de bronze  aux Championnats du monde d'escalade 1997.
| Date       | Final | Catégorie | Année | Organisateur | Pays   | Lieu  |
| ---------- | ----- | --------- | ----- | ------------ | ------ | ----- |
| 01/02/1997 | 03    |           | 1997  | UIAA         | France | Paris |

### Coupe du monde d'escalade[3]
| Date       | Place | Final        | Catégorie                     | Année | Organisateur | Pays        | Lieu          |
| ---------- | ----- | ------------ | ----------------------------- | ----- | ------------ | ----------- | ------------- |
| 13/06/1992 | 01    | 09           | Coupe régionale de difficulté | 1992  |              | Allemagne   | Rosenheim     |
| 04/08/2000 | 01    | 18           | bloc                          | 2000  | UIAA         | Allemagne   | Munich        |
| 29/11/1997 | 03    | 08           | difficulté                    | 1997  | UIAA         | Royaume-Uni | Birmingham    |
| 09/11/1997 | 03    | 08           | difficulté                    | 1997  | UIAA         | Slovénie    | Kranj         |
| 11/07/1999 | 03    | 21           | bloc                          | 1999  | UIAA         | France      | Val-d'Isère   |
| 17/05/2002 | 03    | Rouge retiré | difficulté                    | 2002  | UIAA         | Russie      | Ekaterinbourg |

### Championnats d'Europe
Elle est médaille de bronze  en 2000 pour l'épreuve de difficulté
| Date       | Final | Année | Organisateur | Pays      | Lieu      |
| ---------- | ----- | ----- | ------------ | --------- | --------- |
| 07/10/2000 | 03    | 2000  | UIAA         | Allemagne | Munich    |
| 03/04/1998 | 07    | 1998  | UIAA         | Allemagne | Nuremberg |
| 18/09/1992 | 13    | 1992  | UIAA         | Allemagne | Francfort |
| 18/09/1992 | 13    | 1992  | UIAA         | Allemagne | Francfort |
| 28/01/1996 | 14    | 1996  | UIAA         | France    | Paris     |

### Autres compétitions internationales
| Date       | Final | Catégorie             | Année | Organisateur | Pays      | Lieu                   |
| ---------- | ----- | --------------------- | ----- | ------------ | --------- | ---------------------- |
| 22/08/1997 | 01    | Masters de difficulté | 1997  | EMS          | Allemagne | Cologne                |
| 03/05/2003 | 01    | DAV Salomon (bloc)    | 2003  | ISPO         | Allemagne | Garmisch-Partenkirchen |
| 12/08/2000 | 01    | DAV Bouldercup (bloc) | 2000  |              | Allemagne | Frankenthal            |
| 23/11/2002 | 02    | DAV Bouldercup (bloc) | 2002  |              | Allemagne | Heilbronn              |
| 21/05/1993 | 02    | Jeux de Pyrinae       | 1993  |              | Espagne   | Aínsa-Sobrarbe         |
| 22/07/2005 | 03    | Jeux Internationaux   | 2005  |              | Allemagne | Duisbourg              |
| 22/07/1999 | 03    | Masters               | 1999  | UIAA         | France    | Serre Chevalier        |
| 14/10/2000 | 03    | Masters               | 2000  | SALEWA       | Allemagne | Scheidegg              |
| 14/09/2001 | 03    | Rock Masters          | 2001  | UIAA         | Italie    | Arco                   |